# DeCordova
DeCordova – miasto w Stanach Zjednoczonych, w stanie Teksas, w hrabstwie Hood.